# Freddie Gillespie
Frederick "Freddie" Gillespie (Saint Paul, Minesota; 14 de junio de 1997) es un baloncestista estadounidense que pertenece a la plantilla del Estrella Roja de Belgrado de la ABA Liga. Con 2,06 metros de estatura, ocupa la posición de ala-pívot.

## Trayectoria deportiva

### Instituto
Freddie creció en Saint Paul (Minesota) donde jugó al fútbol americano en el instituto antes de probar con el baloncesto en octavo grado. Asistió al East Ridge High School midiendo 5′ 11″ (1,8 m), pero se rompió el tobillo en su primer entrenamiento. Creció hasta los 6′ 4″ (1,93 m) al año siguiente, pero se rompió el LCA al final de la temporada, por lo que se perdió el circuito amateur de verano (AAU). En su último año volvió recuperado, a pesar de no poder correr y saltar como antes, impresionó al entrenador Paul Virgin con su capacidad reboteadora y defensiva. A pesar de eso no recibió ofertas universitarias de Division I o II y optó por matricularse en el Carleton College de la Division III.

### Universidad

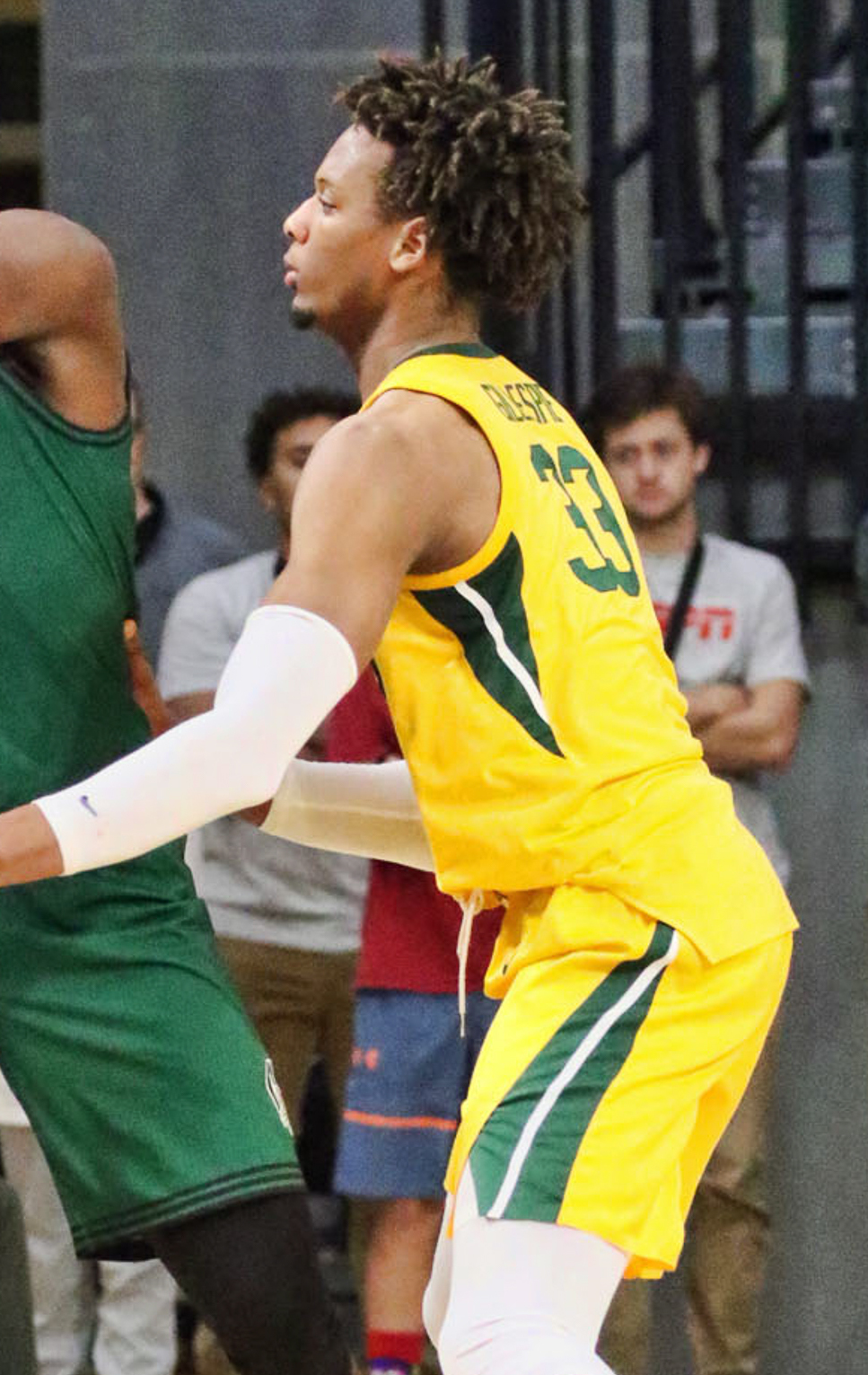
Gillespie con Baylor en 2019.

En 2015, Gillespie comenzó su andadura universitaria en el Carleton College de la Division III. Pero disputó únicamente un total de 16 minutos en su primer año. En su segundo curso, promedió 10 puntos, 8,3 rebotes y 2,6 tapones por partido, con un 53.2 % en tiros de campo. Fue nombrado en el segundo equipo de la All-Minnesota Intercollegiate Athletic Conference. La siguiente temporada, decidió entrar en el programa para transferirse a la Division I. Un amigo de la familia, le puso en contacto con el entrenador asistente de Baylor, Al Nuness, para ser referenciado al entrenador principal Scott Drew.
Gillespie se unió al equipo de baloncesto de la Universidad de Baylor, los Baylor Bears, en 2017 pero no pudo disputar la temporada por las reglas de traspaso de la NCAA. En su primer año con el equipo, el segundo en Baylor, promedió 5,3 puntos en 26 encuentros. En su segundo año, el 9 de diciembre de 2019, fue nombrado Jugador de la semana de la Big 12. Al finalizar la temporada, fue nombrado Big 12 Most Improved Player, Second Team All-Big 12 y All-Defensive Team con 9,6 puntos 9 rebotes y 2,2 tapones por partido.

#### Estadísticas
| Año     | Equipo   | PJ       | PT       | MPP      | %TC      | %3P      | %TL      | RPP      | APP      | ROB      | TPP      | PPP      |
| ------- | -------- | -------- | -------- | -------- | -------- | -------- | -------- | -------- | -------- | -------- | -------- | -------- |
| 2015–16 | Carleton | 4        | 0        | 4.0      | .500     | –        | .250     | 1.8      | .3       | .3       | .5       | 1.0      |
| 2016–17 | Carleton | 27       | 23       | 22.8     | .532     | –        | .583     | 8.3      | .8       | .6       | 2.6      | 10.0     |
| Total   | Total    | 31       | 23       | 20.4     | .532     | –        | .544     | 7.5      | .7       | .5       | 2.3      | 8.8      |
| 2017–18 | Baylor   | Redshirt | Redshirt | Redshirt | Redshirt | Redshirt | Redshirt | Redshirt | Redshirt | Redshirt | Redshirt | Redshirt |
| 2018–19 | Baylor   | 26       | 11       | 18.3     | .652     | –        | .531     | 4.4      | .3       | .7       | 1.1      | 5.3      |
| 2019–20 | Baylor   | 30       | 30       | 28.4     | .550     | –        | .684     | 9.0      | .5       | 1.1      | 2.2      | 9.6      |
| Total   | Total    | 56       | 41       | 23.7     | .582     | –        | .646     | 6.9      | .4       | .9       | 1.7      | 7.6      |

### Profesional
A pesar de no ser elegido en el Draft de la NBA de 2020, el 1 de diciembre de 2020, los Dallas Mavericks le ofrecieron un contrato de cara a la temporada 2020-21, pero fue descartado antes del inicio de la temporada.
El 11 de enero de 2021, fue elegido por los Memphis Hustle en la segunda posición del Draft de la NBA G League de 2020. Tras unos encuentros con el equipo de la ciudad de Southaven, el 7 de abril de 2021, recibe una oferta de los Toronto Raptors de la NBA, con los que firma un contrato por diez días. El 10 de abril debuta en la NBA ante Cleveland Cavaliers. El 28 de abril vio extendido su contrato hasta final de temporada.
Tras un año en Toronto, el 13 de octubre de 2021, Gillespie es cortado por los Raptors. Y el 23 de octubre, regresa a los Memphis Hustle.
El 21 de diciembre de 2021, Gillespie firmó un contrato de 10 días con los Orlando Magic. Firmó un segundo contrato de 10 días con el equipo el 31 de diciembre.
El julio de 2022 se marchó a jugar a Europa a las filas del Bayern de Múnich de la BBL.
El 18 de diciembre de 2023, se marcha a Serbia a jugar con el Estrella Roja de Belgrado hasta final de temporada.

## Estadísticas de su carrera en la NBA

### Temporada regular
| Año     | Equipo  | PJ | PT | MPP  | %TC  | %3P  | %TL  | RPP | APP | ROB | TPP | PPP |
| ------- | ------- | -- | -- | ---- | ---- | ---- | ---- | --- | --- | --- | --- | --- |
| 2020-21 | Toronto | 20 | 2  | 19.6 | .524 | —    | .697 | 4.9 | .5  | .7  | 1.0 | 5.6 |
| 2021-22 | Orlando | 9  | 2  | 13.2 | .409 | .000 | .429 | 4.0 | .6  | .3  | 1.0 | 2.3 |
| Total   | Total   | 29 | 4  | 17.6 | .500 | .000 | .650 | 4.6 | .5  | .6  | 1.0 | 4.6 |